# Saison 2 de Léo Mattéï, Brigade des mineurs
Chronologie
Saison 1 Saison 3
Cet article présente les épisodes de la deuxième saison de la série télévisée Léo Mattéï, Brigade des mineurs.

## Distribution

### Acteurs principaux
- Jean-Luc Reichmann : Commandant Léo Mattéï
- Samira Lachhab : Lieutenant Clara Besson
- Florence Maury : Lieutenant, psychologue Jeanne Delorme
- Alexandre Achdjian : Lieutenant Jonathan Nassib
- Stéphane Boucher : Commissaire Divisionnaire Michel
- Doudou Masta : Commandant Lemeur

### Acteurs invités
- Axel Boute : Tony (épisode 4)
- Adrien Ruiz : Florian (épisode 4)
- Ivàn Gonzàles : Alain Jacmin (épisode 3)
- Patrick Ligardes : Julien Weber (épisode 1)
- Jeanne Bournaud : Karine Marchal (épisode 2)
- Jérôme Pouly : Franck Laurent (épisode 3)

## Liste des épisodes

### Episode 1: Manipulations
- France : 11 décembre 2014 sur TF1

- -  France : 5 544 000 soit 21,6 % de PDM[1]

### Episode 2: Au nom du fils
- France : 11 décembre 2014 sur TF1

### Episode 3: La Revenante
- France : 18 décembre 2014 sur TF1

- -  France : 5 996 000 soit 23,3 % de PDM[2]

Elsa Houben : Léa Jacmin

### Épisode 4:Sous pression
- France : 18 décembre 2014 sur TF1